# Gorenje
A Gorenje a legnagyobb szlovén háztartásigép-gyártó, 2018 óta kínai Hisense vállalat leányvállalata. Nagyobb háztartási gépeket gyárt. A kontinens piaci részesedésének 4%-a az övé, ezzel egyike a nyolc legnagyobb európai háztartásikészülék-gyártónak. A társaság saját márkái a Gorenje, Mora, ATAG, Pelgrim, Etna, Körting és Sidex. Fő termelési létesítménye Velenjében, főzőüzeme a Mora Moravia Mariánské Údolí (Csehország) hűtő-fagyasztó üzeme a szerbiai Valjevóban található.
A cég 1950-ben alakult, majd multinacionális vállalattá bővült. A Gorenje-csoport jelenleg 83 vállalatból áll, ezek közül 59 Szlovénián kívül található. A háztartási készülékeken kívül a Gorenje gyárt kerámia konyha- és fürdőszobabútorokat, ezenkívül energiai, ökológiai és kereskedelmi szolgáltatásokat nyújt. A termékek, a szolgáltatások és a vállalatok több mint 70 országban vannak jelen, főként Európában.
A Gorenje együttműködik a következő vállalatokkal: Swarovski, Pininfarina, Karim Rashid, és Ora-Ïto.

## Történet
1950–1960 közt a Gorenje székhelye Gorenje faluban volt. Kezdetben a cég mezőgazdasági gépeket gyártott, majd 1958-ban megkezdte a szilárd tüzelőanyagú tűzhelyek termelését. A cég átköltözött Velenje városba. 1961 és 1970 közt elindult a mosógép- és hűtőszekrénygyártása is. 1961-ben exportálta első 200 tűzhelyét Németországba.
1971–1980 közt a termékpaletta a következőkkel bővült: konyhabútor, kerámia, orvosi berendezések, telekommunikációs eszközök, a televíziókészülékek és más elektronikai termékek. A cég folytatta terjeszkedését, alkalmazottainak száma mára meghaladja a 20 000-t. A cég megkezdte létrehozni forgalmazói és értékesítési hálózatát Nyugat-Európában (Németország, Ausztria, Franciaország, Dánia és Olaszország) és Ausztráliában.
Az 1980-as években szűkítette a termelést a háztartási gépekre. Az Egyesült Királyságba és az USA-ba is elkezdett exportálni. Az 1990-es években tovább bővítette forgalmazási és értékesítési hálózatát Kelet-Európában. 1997-ben nyilvánosan működő részvénytársasággá vált. 2000-ben jelent meg az első készülék a Pininfarina olasz designstúdió kollekciójából. A Gorenje 2005-ben megvásárolta a Mora Moravia cseh konyhagyártót.
2006-ban két üzeme nyílt meg Szerbiában: új hűtő- és fagyasztógyártó üzem nyílt meg Valjevóban, valamint egy bojler- és hűtőgyártó üzem Stara Pazovában. Megjelent a Pininfarina második kollekciója. Megjelent a Svarowski Elementsszel közös Crystallizedtm hűtőszekrény-fagyasztó. Bejelentették az együttműködést Ora-Ïto francia designerrel.
2007-ben megjelent a Gorenje Ora-Ïto gyűjtemény Isztambulban. Az első Gorenje Pink Oldtimert értékesítették egy jótékonysági árverésen, amely rákellenes kampányra gyűjtött.
2008-ban a Gorenje folytatta együttműködését a Pininfarinával és megjelentette a Gorenje Pininfarina Black kollekciót. Ugyanebben az évben megvásárolta az ATAG holland háztartásigép-gyártót. Részt vett az Internationale Funkausstellung berlini vásáron, itt mutatta be a Made for iPod hűtő-fagyasztót Gorenje. Megjelent a Gorenje Ora-Ïto White gyűjtemény.
2009-ben a Gorenje részt vett a milánói Design Week bemutatón a mini Mrs. Dalloway főzőlappal, amelyet Nika Zupanc tervezett. 2010-ben a Gorenje megvásárolta az Asko svéd készülékgyártót.
2018 augusztusában a kínai Hisense Electric Corporation Ltd. felvásárolta a Gorenjét, és az igazgatóságba is kínai vezetést ültettek.

## Díjak
A Gorenje számos díjat nyert a tervezés, a könnyű használat és a környezetvédelem kategóriákban, a közelmúltban többek között ezeket: Red Dot Design Award (2005), Plus X Design Award (2006) és Icsid Formatervezési Díj (2006).

## Szponzor
A Gorenje az általános támogatója a következő sportkluboknak: Slovenian Nordic Ski Teams, a Gorenje Kézilabda Club, a francia labdarúgó-bajnokságnak (Coupe de la Ligue), valamint a Sport&Media intézménynek.